# Wilton (Minnesota)
Pour les articles homonymes, voir Wilton.
Wilton est une ville américaine située dans le Comté de Beltrami, dans le Minnesota. Selon le recensement de 2010, sa population est de 204 habitants.